# خلتوری
خلتوری (به لاتین: Kheleturi) یک منطقهٔ مسکونی در روسیه است که در داغستان واقع شده‌است.